# Hardboard

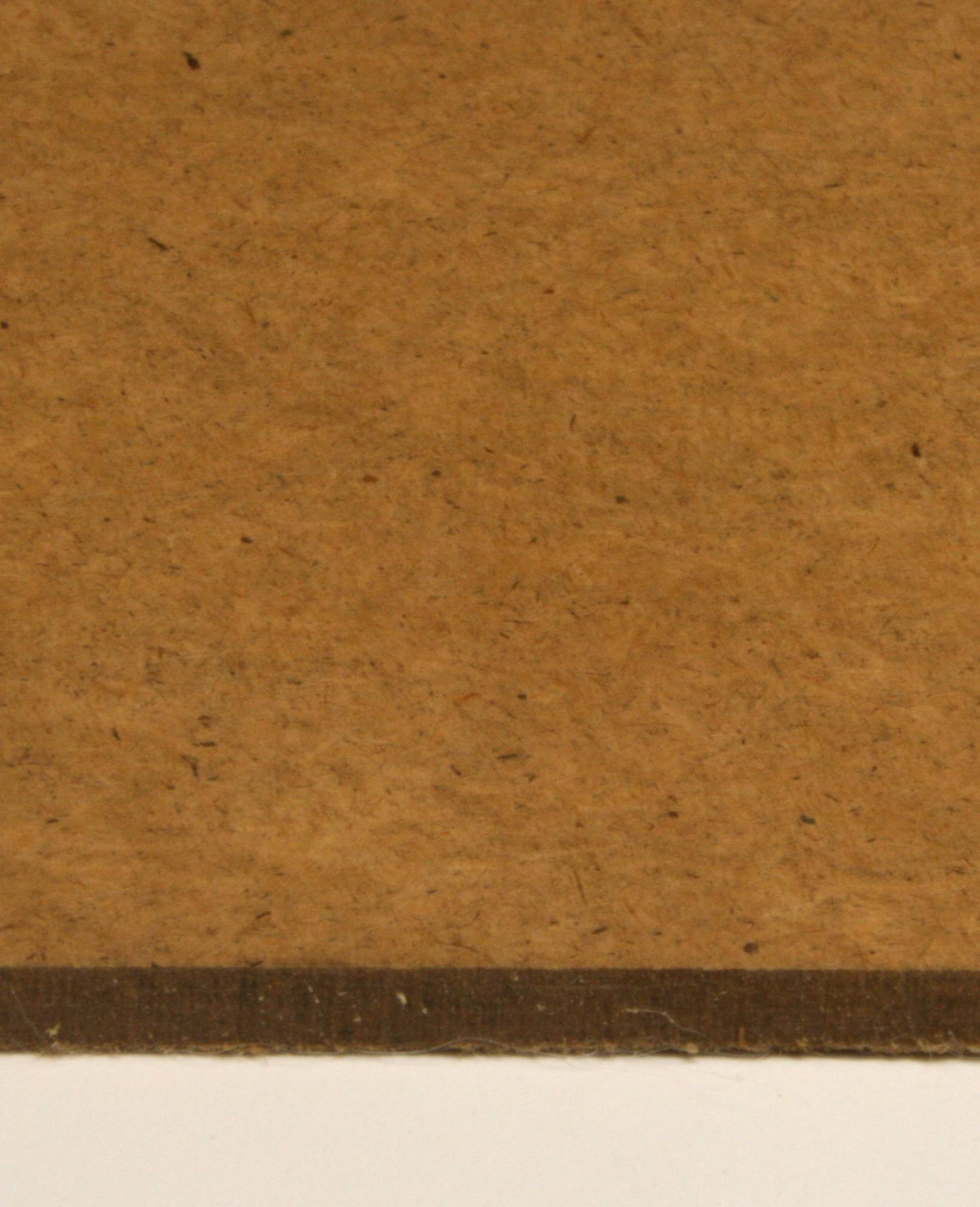
Ilustração de Hardboard

Hardboard, ou chapa de fibra dura, ou High Density Fiberboard (HDF) — traduzido para o português como "chapa de fibra de alta densidade" — é um material derivado da madeira parecido com MDF, mas muito mais duro e mais denso porque é feito de fibras de madeira altamente comprimidas. É produzida recorrendo à extração de madeiras de árvores de pinho e eucalipto, depois de removida a casca, as raízes e os galhos. A madeira extraída (o tronco) é moída em serras e as fibras resultantes são posteriormente aglutinadas em prensas hidráulicas, em alta temperatura e a elevadas pressões. As chapas de HDF têm assim uma aparência lisa e sem poros. São resistentes à umidade e pragas em geral.
Diferente da madeira sólida, é muito homogêneo e sem grãos.
Foi inventado por Daniel Manson Sutherland em 1898, no Sunbury Common em Spelthorne, próximo a Londres.